# Panenteizmus
A panenteizmus azt az elgondolást jelöli, amely szerint "a világmindenség" vagy "a minden" Istenben létezik anélkül, hogy Isten és (a) minden, Isten és a világ, Isten és a teremtés egymással azonosíthatók lennének. Míg a panteizmusban Isten azonos a világgal, és nem rajta kívül van, a panenteizmusban Isten része a világ, a világ benne van, Isten a világot nem teremtette, hanem önmagából formálta és tartja fenn.
Sok teológus azt mondja, hogy a képviselői a mindentudás isteni attribútumainak feladásával tagadja az ábrahámi vallások monoteizmusát. A panenteisták erre azt mondják, hogy épp ellenkezőleg az Isten mindentudásának és közömbösségének tételei tagadják az ember azon szabadságába vetett hitet, hogy eldöntheti: elfogadja vagy visszautasítja Istent.

## Etimológia
A kifejezés a görög szavakból összetett szó: 
- πᾶν Pân = minden +
- ἐν en = -ban, -ben +
- Θεός Theós = Isten.

## Képviselői
Nyugati képviselői közé tartozott többek közt:
- Platón, ókori görög filozófus
- Plótinosz, ókori görög filozófus
- Johannes Scotus Erigena, középkori ír filozófus, teológus
- Eckhart mester, középkori keresztény misztikus gondolkodó
- Nicolaus Cusanus, középkori német bíboros, teológus, filozófus
- Johann Wolfgang von Goethe, német író, költő
- Georg Wilhelm Friedrich Hegel, német filozófus
- Johann Gottfried Herder, német filozófus, teológus
- Karl Christian Friedrich Krause, német filozófus

## Fordítás
- Ez a szócikk részben vagy egészben  a   Panentheismus című német Wikipédia-szócikk fordításán alapul.  Az eredeti cikk szerkesztőit annak laptörténete sorolja fel. Ez a jelzés csupán a megfogalmazás eredetét és a szerzői jogokat jelzi, nem szolgál a cikkben szereplő információk forrásmegjelöléseként.